# Братская могила советских воинов (Гданцевка)

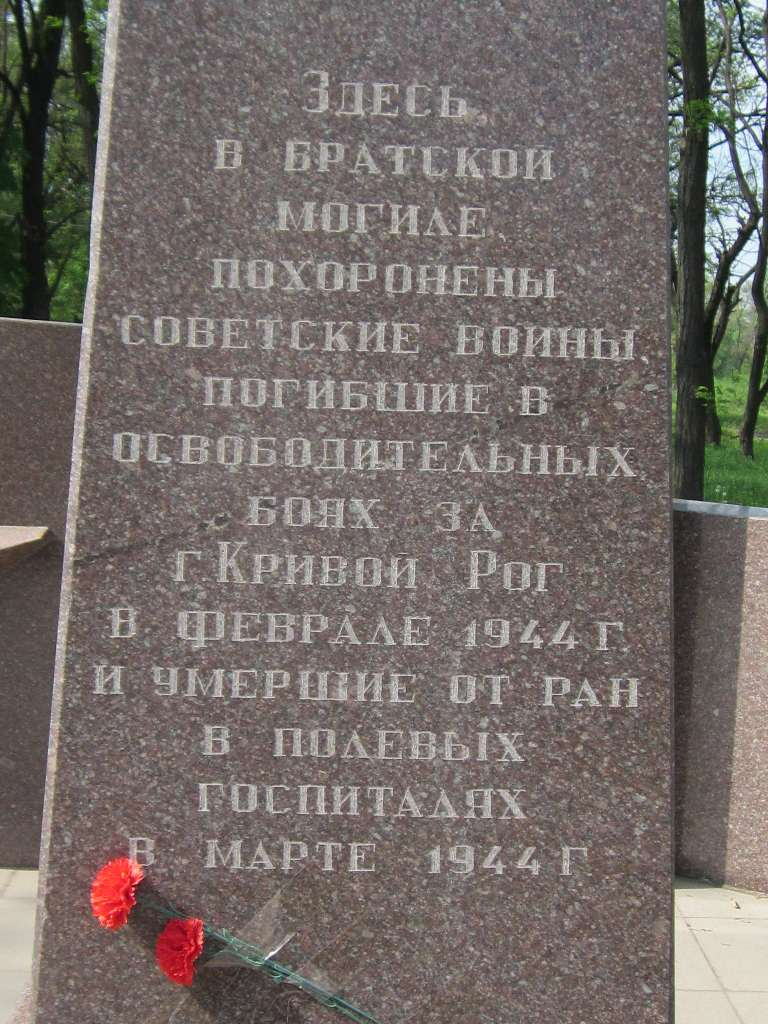

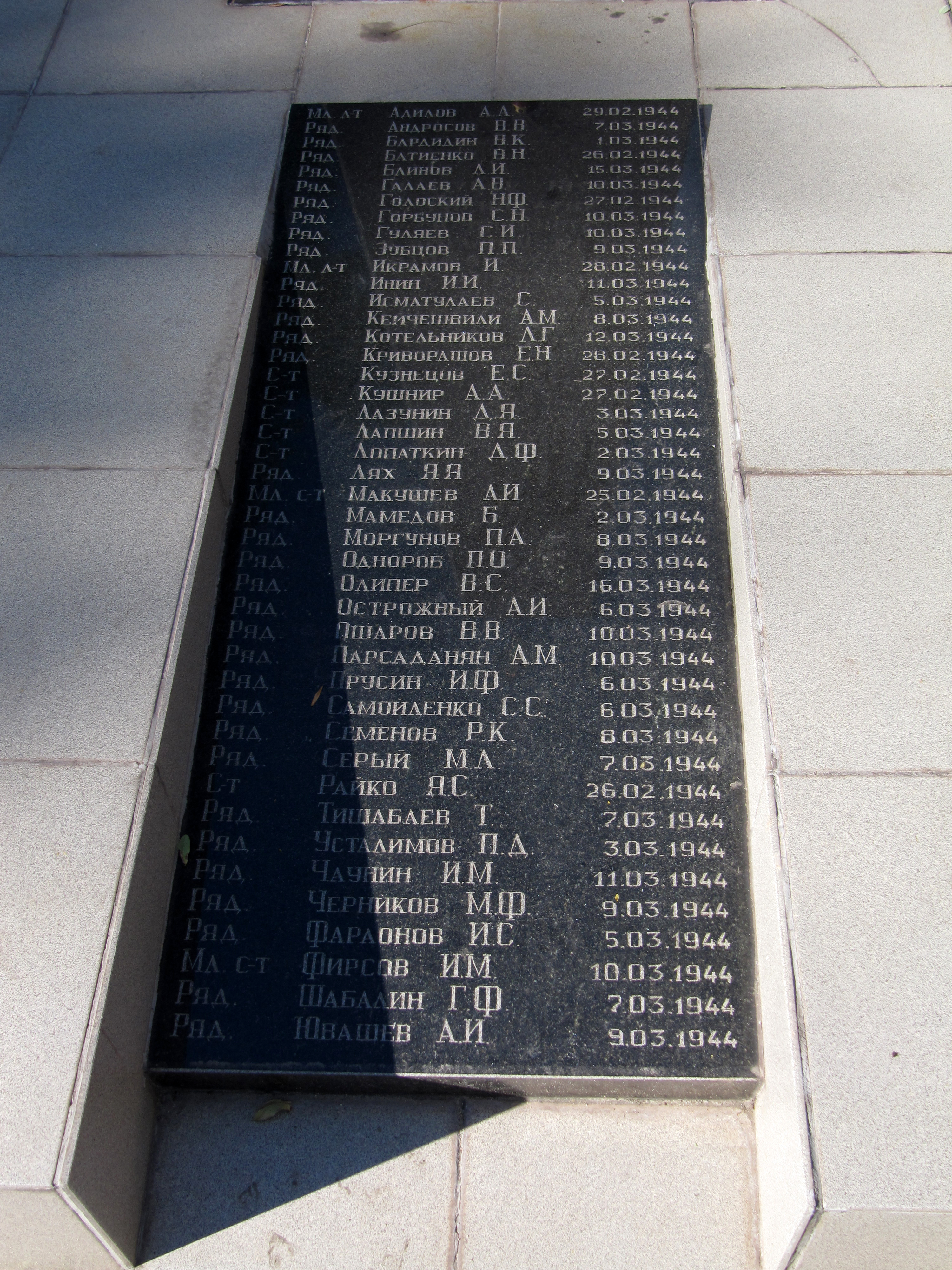

Братская могила советских воинов — памятник истории Великой Отечественной войны в Центрально-Городском районе города Кривой Рог Днепропетровской области.

## История
В феврале 1944 года частями 394-й стрелковой дивизии 46-й армии был освобождён район военного городка № 1. В братской могиле похоронены воины-освободители, погибшие в боях за данную местность. В феврале 1944 года создано захоронение.
В 1948 году на месте захоронения установлен железобетонный обелиск в виде срезанной колонны.
8 августа 1970 года, решением № 618 Днепропетровского облисполкома, памятник взят на государственный учёт под охранным номером 1662.
В 2012 году, решением № 142 исполкома Криворожского горсовета от 11 апреля 2012 года, проведена реконструкция: установлен новый памятник и памятные плиты. 22 июня 2012 года состоялось торжественное открытие.

## Памятник
Группа могил, где похоронены 45 воинов, погибших в феврале 1944 года в боях за освобождение города Кривой Рог, и умерших в марте 1944 года в полевых госпиталях от ран. Комплекс из одной братской и двух индивидуальных могил.
Расположена в юго-западной части города на правом берегу реки Ингулец по Старовокзальной улице на территории бывшего военного городка №1 в Центрально-Городском районе города.
Размеры комплекса 4,7×4,9 м.
Пирамидальный обелиск из красного шлифованного гранита высотой 2,6 м, на котором выгравирована 14-строчная памятная надпись на русском языке. Обелиск установлен на пьедестале в виде прямоугольного параллелепипеда высотой 0,27 м.
На расстоянии 0,3 м от пьедестала размещена памятная плита шлифованного лабрадорита размерами 1,4×0,6 м и толщиной 0,07 м с отчеканенными фамилиями, именами и отчествами, воинскими званиями и датой смерти погибших. В 2 м расположены две прямоугольные памятные плиты шлифованного красного гранита на расстоянии 2,16 м друг напротив друга, размерами 2,2×0,8 м и толщиной 0,12 м. На каждой плите отчеканена 5-строчная надпись на русском языке: «Тут похоронен / неизвестный советский воин / погибший при освобождении / г. Кривого Рога / в феврале 1944 г.». В 1,17 м позади обелиска расположены две разноразмерные декоративные стенки из красного гранита в форме прямоугольных трапеций.
Согласно данным Центрально-Городского райвоенкомата за 1992 год в братской могиле похоронены 34 воина, из которых установлены 10 погибших. По состоянию на 2017 год найдена информация о 44 погибших воинах-освободителях.